# میمو کالوپرستی
میمو کالوپرستی (ایتالیایی: Mimmo Calopresti؛ زادهٔ ۴ ژانویهٔ ۱۹۵۵) یک کارگردان، هنرپیشه، فیلم‌نامه‌نویس، و تهیه‌کننده اهل ایتالیا است.

## زندگینامه
در سال ۱۹۸۵ او یک فیلم کوتاه ساخت که برای او جایزه سینمای جوان جشنواره فیلم تورین را به ارمغان آورد. او به جامعه مستندسازان ایتالیا پیوست و درباره موضوعات جنبش‌های کارگری بین سالهای ۱۹۸۷ و ۱۹۹۴ برای شبکه رای ایتالیا و آرشیو سمعی و بصری ایتالیایی در سال ۱۹۹۱ و ۱۹۹۲ فیلم ساخت.

در سال ۱۹۹۴ او در اولین فیلمش به عنوان نویسنده و بازیگر که درباره سیاست و ترور سالهای دهه ۱۹۷۰ بود به نام دومین بار همراه با نانی مورتی و ولری برونی تدسکی ایفای نقش کرد. فیلم به جشنواره فیلم کن راه یافت و جایزه بهترین فیلم نخست جشنواره فیلم شیکاگو و جایزه سولیناس را را در سال ۱۹۹۴ برای بهترین سناریو دریافت کرد.

در سال ۱۹۹۸، دومین فیلمش به نام واژهای‌های عشق با ولری برونی تدسکی ساخت که جایزه روبان نقره‌ای بهترین نمایشنامه اصلی را دریافت کرد.